# Лисичанський промислово-технологічний коледж
Лисичанський промислово-технологічний фаховий коледж — Заклад фахової передвищої освіти, першого рівня акредитації у місті Лисичанськ, Луганської області. Підпорядковується Міністерству освіти і науки України. Керівник коледжу — Скиба Наталія Михайлівна.

## Історія
Фаховий коледж створений 30 серпня 1967 року як філія Рубіжанського хіміко-технологічного технікуму при Лисичанському заводі гумових технічних виробів згідно наказу Міністерства хімічної промисловості СРСР від 30 серпня 1967 року №553. З 1967 по 1975 роки директором технікуму був Безуглий Володимир Кузьмич.
У серпні 1984 року на базі філії Рубіжанського хіміко-технологічного технікуму  створено самостійний навчальний заклад - Лисичанський вечірній нафтохімічний технікум згідно наказу Міністерства нафтопереробної і нафтохімічної промисловості СРСР від 08.08.1984 року №645/523 «Про передачу Філіалу Рубіжанського хіміко-механічного технікуму при Лисичанському заводі гумовотехнічних виробів з відання Мінхімпрому у відання Міннафтохімпрому СРСР та про утворення на його базі Лисичанського вечірнього нафтохімічного технікуму».
Згідно з наказом Міністерства освіти України від 13.10.1992 року №145 «Про перейменування Лисичанського вечірнього нафтохімічного технікуму» назву закладу було змінено на «Лисичанський нафтохімічний технікум».
Згідно з Розпорядженням Міністерства освіти і науки України від 28.02.2005 року №19-p назву закладу було змінено на Державний вищий навчальний заклад «Лисичанський нафтохімічний технікум».
Згідно з наказом Міністерства освіти і науки України від 25.06.2018 року №679 «Про зміну типу та перейменування Державного вищого навчального закладу «Лисичанський нафтохімічний технікум» назву закладу було змінено на Лисичанський промислово-технологічний коледж.
Згідно з наказом Міністерства освіти і науки України від 03.03.2020 року №324 «Про перейменування Лисичанського промислово-технологічного коледжу» назву закладу було змінено на Лисичанський промислово-технологічний фаховий коледж.
21 квітня 2022 року наказом №369 Міністерства освіти і науки України тимчасово переміщений на базу Відокремленого структурного підрозділу "Одеський технічний фаховий коледж Одеської національної академії харчових технологій" (вулиця Балківська, 54, місто Одеса, Одеська область) до закінчення дії воєнного стану.

## Основні напрями діяльності
1. організація на високому рівні освітньої діяльності, яка забезпечує здобуття особами освітньо-професійного ступеня «фаховий молодший бакалавр» за обраними ними освітньо-професійними програмами (спеціальностями);  освітньо-кваліфікаційного рівня «молодший спеціаліст» за обраними ними освітньо-професійними програмами (спеціальностями);  добуття повної загальної середньої освіти;
2. підготовка згідно з державним (регіональним) замовленням і договірними зобов’язаннями за кошти фізичних та юридичних осіб висококваліфікованих фахівців;
3. атестація педагогічних кадрів;
4. підвищення кваліфікації та перепідготовка кадрів;
5. культурно-освітня, методична, видавнича, фінансово-господарська діяльність;
6. надання платних освітніх та інших послуг відповідно до законодавства;
7. здійснення зовнішніх зв’язків.

Фаховий коледж здійснює освітню діяльність на принципах незалежності від впливу політичних партій і релігійних організацій.
День Фахового коледжу відзначається щороку 13 жовтня.
Основним видом діяльності Фахового коледжу є освітня діяльність у сфері фахової передвищої освіти. 
Відповідно до ліцензій на впровадження освітньої діяльності у сфері повної загальної середньої освіти за рівнем освіті - профільна середня освіта, яка видана розпорядженням голови обласної державної адміністрації - керівника обласної військово-цивільної адміністрації від 19.11.2021р. №7451, фаховий коледж має право видавати свідоцтво про здобуття повної загальної середньої освіти, відповідно до зразків, затверджених Міністерством освіти і науки України.

Код ЄДРПОУ 04863941

Вид економічної діяльності:
85.41 Фахова передвища освіта (основий)
85.31 Загальна середня освіта

## Факультети і спеціальності
Лисичанський промислово-технологічний фаховий коледж  здійснює підготовку фахових молодших бакалаврів за такими спеціальностями:
1) Галузь знань 07 «Управління та адміністрування»:
за спеціальністю 073 «Менеджмент»
за спеціальністю 076 «Підприємництво, торгівля та біржова діяльність»
2) Галузь знань 13 «Механічна інженерія»
за спеціальністю 133 «Галузеве машинобудування».
3) Галузь знань 16 «Хімічна та біоінженерія»
за спеціальністю 161 «Хімічні технології та інженерія».